# Тит Квинкций Фламинин
Вижте пояснителната страница за други личности с името Тит Квинкций Фламинин.
Тит Квинкций Фламинин (на латински: Titus Quinctius Flamininus; * 230 пр.н.е.; † 174 пр.н.е.) е римски политик и военачалник, познат най-вече с победата си над македоните във втората македонско-римска война. Той е от рода на Квинкциите (Квинкций Фламинин) и има с една година по-стар брат Луций Квинкций Фламинин.

## Биография
Фламинин е войник през последните години на втората пуническа война и след войната е децемвир по заселването на ветераните. През 200/199 пр.н.е. е квестор и е избран през 198 пр.н.е. за консул, макар че не е минал останалите служби на cursus honorum и е още на 30 години.
Като консул той поема главнокомандването във войната против Филип V от Македония. През юни 197 пр.н.е. той решително побеждава Филип V в битката при Киноскефала и сключва с царя мир, в който Македония е съгласна да напусне Гърция.
През пролетта на 196 пр.н.е. при Истмийдските игри (Isthmia, Isthmiade) в Коринт Фламинин прокламира автономията на гръцките полиси. Фламинин остава още в Гърция.
През 194 пр.н.е. Фламинин напуска с войските си Гърция след поход против спартанския цар Набис и празнува триумф в Рим. През 189 пр.н.е. става цензор, а следващите години е дипломат в източното Средиземноморие като пратеник при витинския цар Прусий II, за да иска предаването на Ханибал.